# Anion
En anion er en negativt ladet ion. I jordbunden er anionerne dem, som lettest lader sig udvaske, da de ikke klæbes fast på overfladen af ler- eller humuskolloiderne. Det gør, at der er problemer med at holde planter forsynet med stofferne kvælstof og fosfor.
Ordet blev skabt/opfundet af videnskabsmanden Michael Faraday.

De negative fosfationer (HPO42- og H2PO4-) går dog i forbindelse med calcium og danner det næsten uopløselige råfosfat (Ca3(PO4)2). Derved fastlægges det som en reserve i jorden. Det samme sker ikke for den negative kvælstofion, nitrationen, der forbliver i opløst form og flyttes med grundvandet.